# رحم

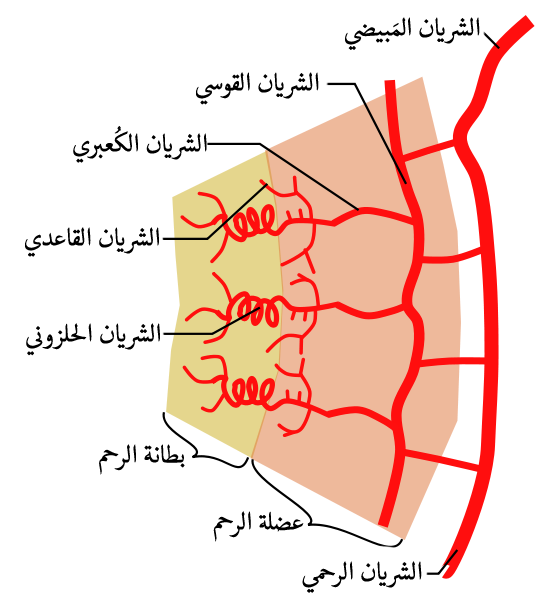
التغذية الدموية لرحم المرأة غير الحامل

الرَّحِم عضو تناسلي في معظم الثدييات ومن ضمنها الإنسان، ويكون الرحم مقسماً إلى قسمين (رحم واحد) في الأبقار ، وفي الحصان يكون شكله كمثري كما في الإنسان ، ويوجد لدى الأرانب رحمين بدلاً من رحم واحد. في الإنسان، الرحم عضو عضلي مجوف ذو جدار سميك يتصل من أعلى بقناة فالوب، ويشبه الرحم ثمرة الكمثرى المقلوبة في الشكل والحجم ويبلغ طوله حوالي 7 سم وعرضه حوالي 5 سم. ويتمدد الرحم خلال فترة الحمل ويتضاعف 22 مرة من 50 جراماً قبل الحمل وحتى 1100 جرام عند الولادة ليتسع للجنين الذي ينمو بداخله.

## جدار جسم الرحم
و يتكون جدار جسم الرحم من ثلاث طبقات:
1. ظهارة الرحم
2. عضل الرحم
3. بطانة الرحم

## مكونات الرحم
1. جسم الرحم (corpus uteri)
2. برزخ الرحم (isthmus uteri)
3. عنق الرحم (cervix uteri)

## التغذية الدموية للرحم
يُغذى الرحم بشكل مباشر عن طريق الشريان المبيضي (بالإنجليزية: Ovarian artery) و الشريان الرحمي (بالإنجليزية: Uterine artery) الذي هو أحد فروع الشريان الالياكي السفلي والذي يطلق عليه باللغة العربية الشريان الحرقفي الغائر (بالإنجليزية: Internal iliac artery).

## التغذية العصبية
الأغصان العصبية اللاودية تخرج من أسفل النخاع الشوكي وتقوم بوظيفة شد عضلات الرحم وتوسيع الأوعية الدموية. أما الأغصان العصبية الودية فتقوم بشد عضلات الرحم أو ارخائها بناء على نسبة الهرمونات المحفزة لذلك وتقوم ايضاً بتضييق الأوعية الدموية.

## صور إضافية

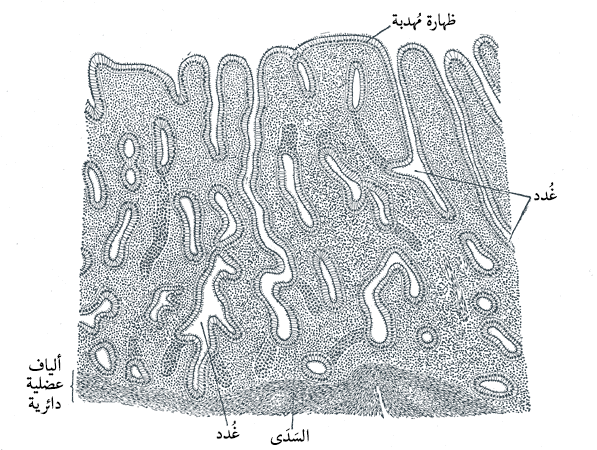
مقطع رأسي في الغشاء المخاطي لرحم أنثى الإنسان
رسم تخطيطي أمامي يبين أعضاء التناسل الأنثوية
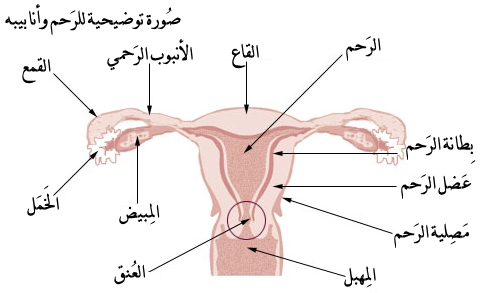
أنابيب الرحم
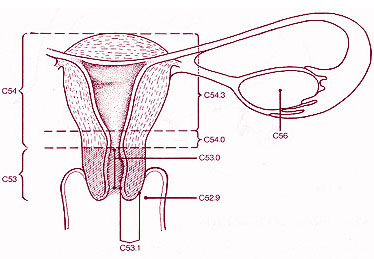
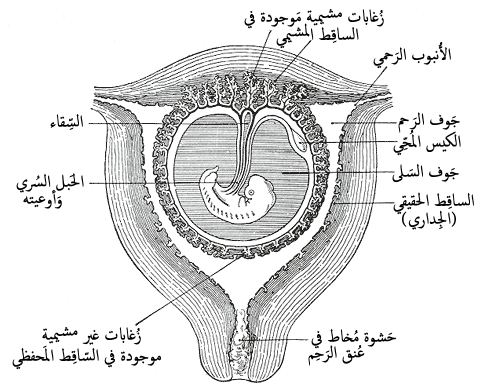
قطاع تخطيطي لرحم حامل في الشهر الثالث والرابع.
جنين في رحم بين الشهر الخامس والسادس.
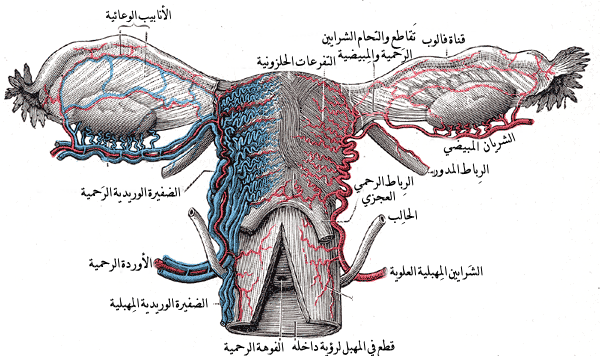
أوعية الرحم وملحقاته، منظر خلفي.
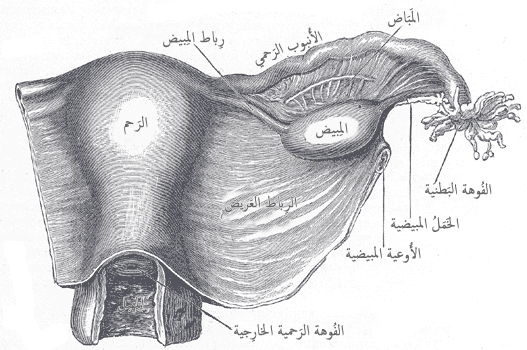
الرحم والرباط العريض الأيمن، من الخلف.
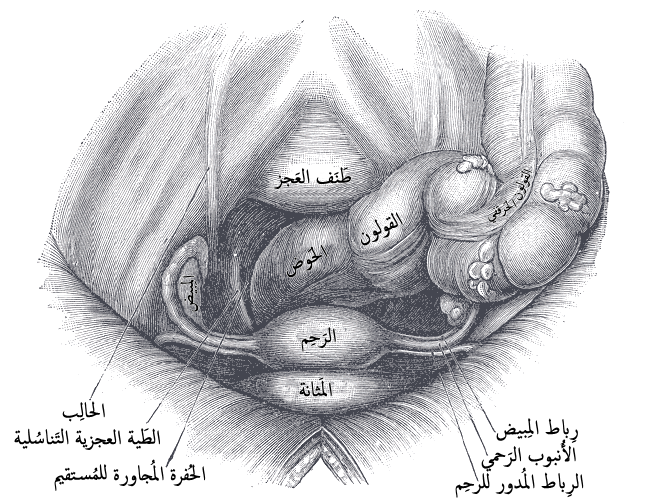
حوض أنثى ومحتوايته، منظر علوي أمامي.
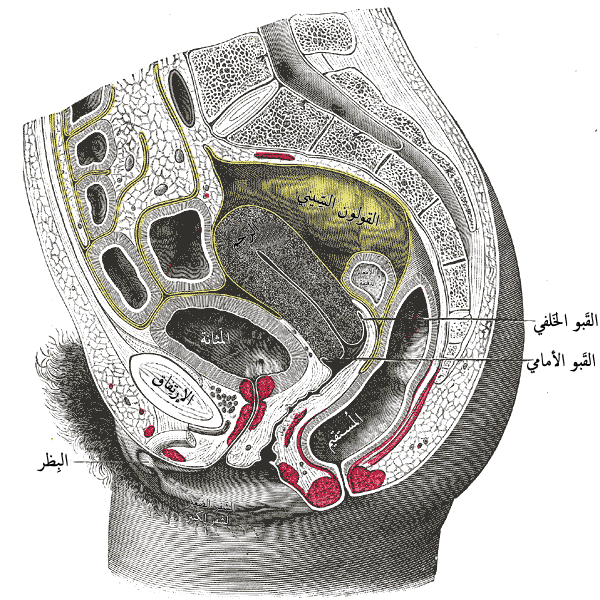
مقطع للجزء السفلي من لجذع جسم أنثى، الجزء الأيمن.
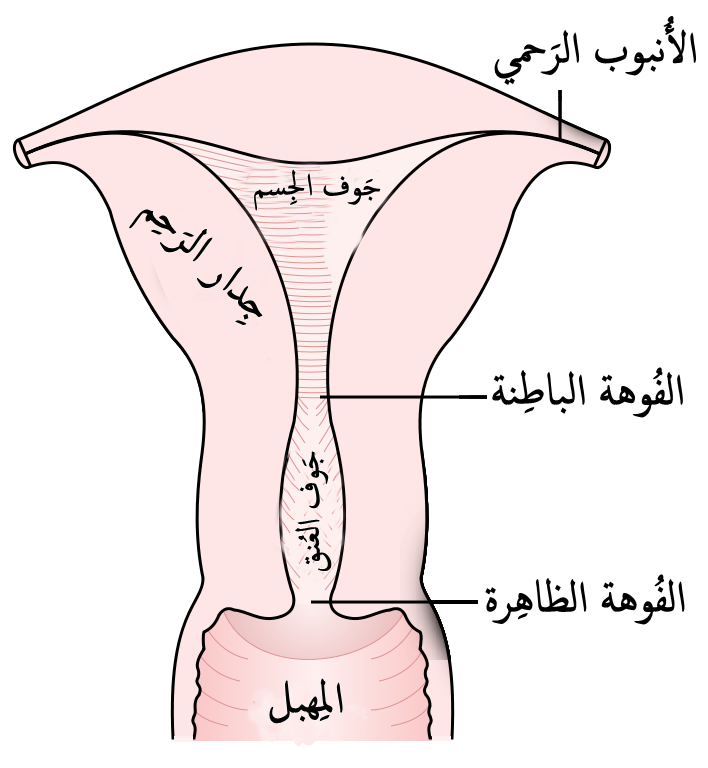
النصف الخلفي من الرحم والجزء العلوي من المهبل.
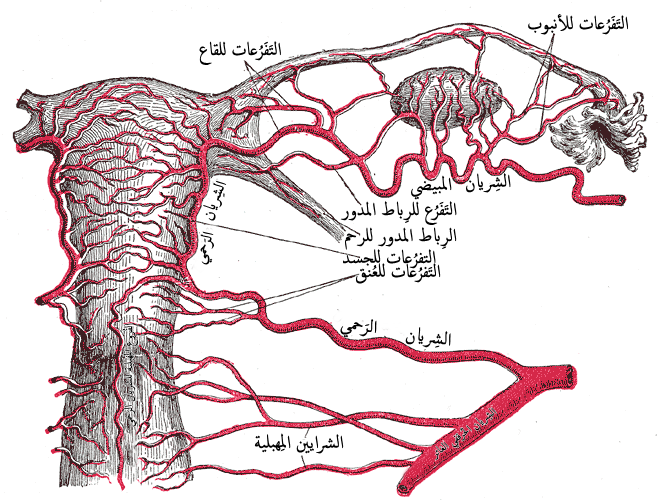
شرايين الأعضاء الداخلية من جيل من الإناث، من الخلف.
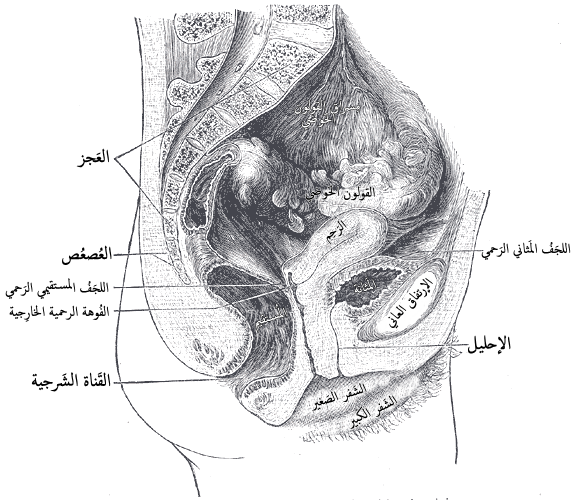
مقطع وسطي لحوض امرأة.
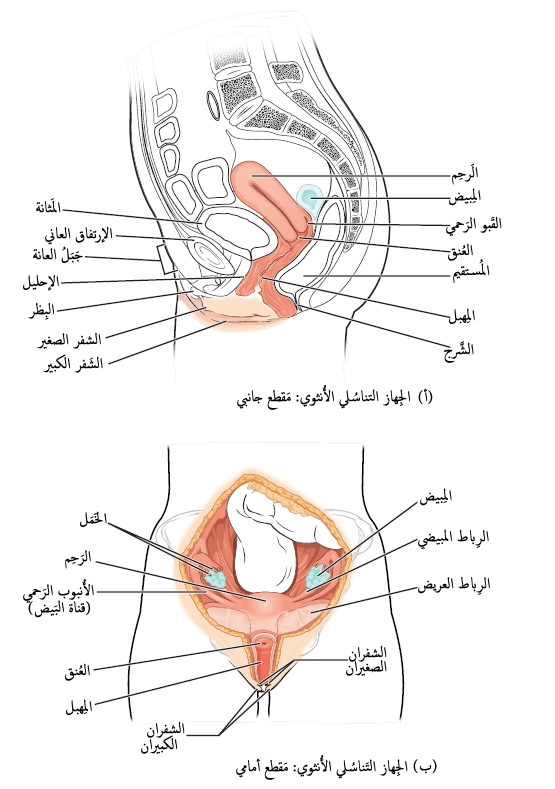
صورة تظهر أجزاء مختلفة حول الرحم البشري و أخرى متعلقة.
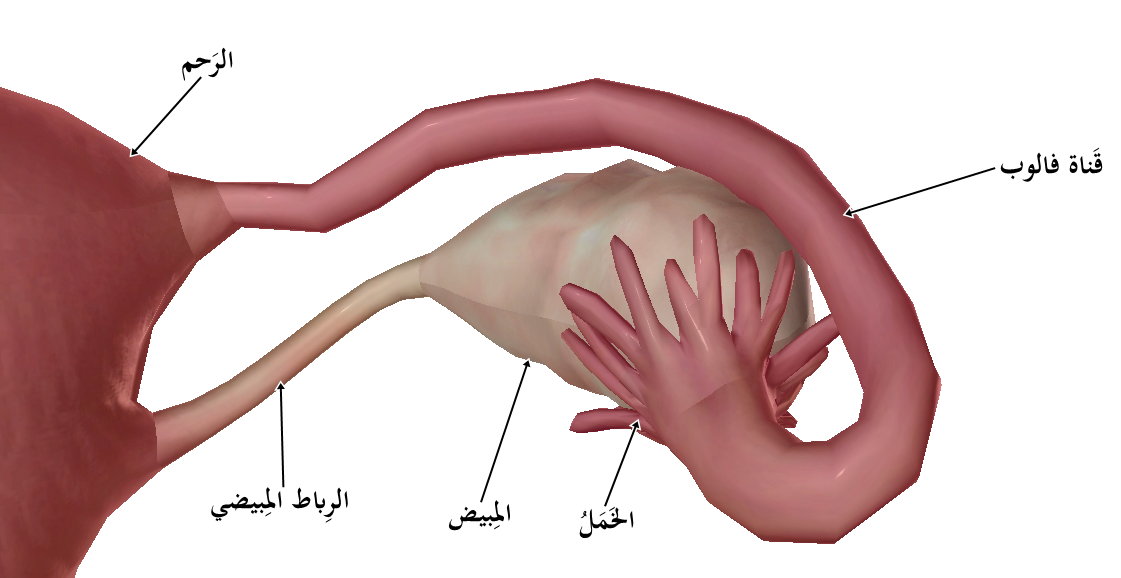
صُورة تُظهر قناة فالوب والرحم والمِبيض والخَمَلُ والرباط المِبيضي.
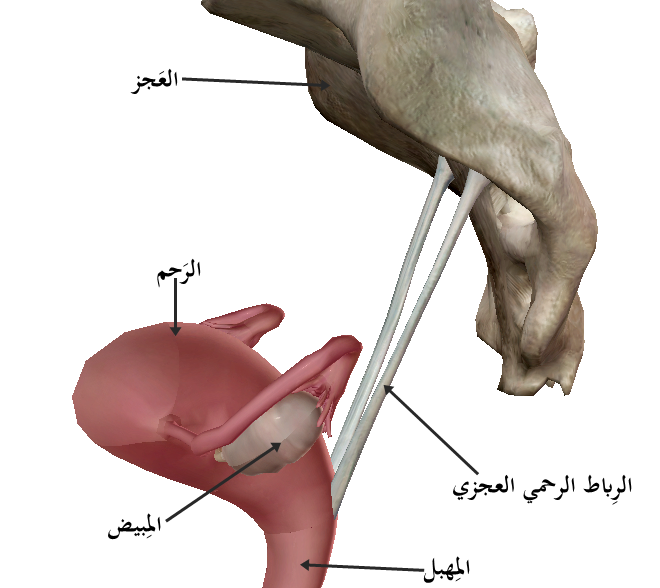
صورة تظهر الرِباط الرحمي العجزي.

## وصلات خارجية
- تشريح الأنثى: وظائف الأعضاء الأنثوية
- رسومات توضيحية نسخة محفوظة 7 مارس 2007 على موقع واي باك مشين.